# 双核枸骨
双核枸骨（学名：Ilex dipyrena）为冬青科冬青属的植物。分布在缅甸、尼泊尔、锡金、印度以及中国大陆的四川、西藏、湖北、云南等地，生长于海拔2,000米至3,400米的地区，常生长在山谷及箐边常绿阔叶林下，目前尚未由人工引种栽培。

## 别名
二核冬青（拉汉种子植物名称），刺叶冬青（中国树木分类学）